# Gare de Saint-Raphaël-Valescure
Ne doit pas être confondu avec Gare de Fréjus - Saint-Raphaël.
La gare de Saint-Raphaël-Valescure est une gare ferroviaire française de la ligne de Marseille-Saint-Charles à Vintimille (frontière), située à proximité du centre-ville de Saint-Raphaël, dans le département du Var, en région Provence-Alpes-Côte d'Azur.
C'est une gare de la Société nationale des chemins de fer français (SNCF), desservie par des trains de grandes lignes (TGV et Intercités de nuit) et des trains régionaux (TER Provence-Alpes-Côte d'Azur).

## Situation ferroviaire
Établie à 8 m d'altitude, la gare de Saint-Raphaël-Valescure est située au point kilométrique (PK) 161,135 de la ligne de Marseille-Saint-Charles à Vintimille (frontière), entre les gares voyageurs ouvertes de Fréjus et de Boulouris-sur-Mer.
Entre les gares de Saint-Raphaël et Fréjus, s'intercale la gare de Fréjus - Saint-Raphaël, qui présente la particularité d'être un terminal du service auto-train (service désormais supprimé) de la SNCF.

## Histoire
La gare est mise en service le 10 avril 1863 par la Compagnie des chemins de fer de Paris à Lyon et à la Méditerranée (PLM).
De 1889 à 1948, la gare est également le terminus de la ligne du littoral varois à destination de Toulon.

## Service des voyageurs

### Accueil
Gare SNCF, elle dispose d'un bâtiment voyageurs, avec guichet, ouvert tous les jours. Elle est équipée d'automates pour l'achat de titres de transport.

### Desserte
Saint-Raphaël-Valescure est desservie par des trains de grandes lignes (TGV) et des trains express régionaux (TER Provence-Alpes-Côte d'Azur).

#### Grandes lignes
Des TGV effectuent des missions entre Paris et Nice (dont le service Ouigo), mais également entre Nancy ou Lyon et Nice, via Marseille.
À cela s'ajoutent les Intercités de nuit reliant Paris à Nice.

#### TER
Des trains TER Provence-Alpes-Côte d'Azur effectuent des missions entre les gares de Marseille-Saint-Charles et de Nice-Ville, via Toulon.

### Intermodalité
Un parking est aménagé.

## Projet
Le projet de ligne nouvelle Provence Côte d'Azur (horizon 2023) propose l'arrêt des TGV à destination de Nice dans une gare située plus à l'ouest dite « Est-Var » (Les Arcs ou Le Muy). La gare de Saint-Raphaël-Valescure ne serait plus qu'un terminus pour les liaisons entre Paris et Saint-Raphaël, et verrait l'arrêt des TGV poursuivant, comme aujourd'hui, le long de la côte vers Cannes, Antibes et Nice, reporté dans la nouvelle gare. Toutefois, le bassin de Fréjus - Saint-Raphaël resterait bien desservi, directement depuis la gare d'Est-Var, par des liaisons TER.